# Derecho tributario de Venezuela
El Derecho Tributario de Venezuela está reglamentado por La Ley de Impuesto sobre la Renta, que es la que regula todos los impuestos sobre la renta o ingresos que producen los habitantes del país y las empresas tanto privadas como públicas en Venezuela. En la medida que el Estado ha venido creciendo en habitantes, empresas y demanda de servicios públicos, entre otras cosas, ha tenido que planificar y regular los ingresos convirtiéndolos en activos de dicho Estado en forma de impuestos, para devolverlo a la sociedad convertido en satisfacción de necesidades de manera eficaz, oportuna y eficiente. Con el crecimiento del Estado se establece normas y leyes en el área tributaria.

## Antecedentes

### Impuesto sobre la renta en el mundo
En los tiempos antiguos y por la poca evolución y falta de conocimiento de los roles del Estado, la sociedad no se daba la tarea de buscar recursos económicos para satisfacer la necesidad los habitantes de dicho Estado, sino todo lo contrario. En el sistema feudal, no se conocía la diferencia entre los recursos de la hacienda pública y el tesoro del rey, y mucho menos existía un marco regulatorio, sino que todo lo recolectado iba a las arcas del Rey. El pago de tributos, era una imposición del rey a su pueblo, que lo hacía pagar a la fuerza, a través de la presencia del ejército. Esta explotación de los dominios territoriales del rey, convertidos en los primeros impuestos cobrados en la era antigua, eran malgastados en lujos, bacanales y joyas para el rey, olvidándose de los intereses colectivos de su pueblo. Pero no siempre fue así, a medida que iba creciendo las necesidades colectivas del pueblo, y la toma de conciencia de los jerarcas, se empieza a normalizar la separación del tesoro del rey de la hacienda pública, y la administración de lo recolectado para el uso de las necesidades de un pueblo ávido de soluciones. Hoy en día con un marco regulatorio más exigente, y con los tributos bien definidos, el estado se encarga del desarrollo científico, tecnológico y educativo, la independencia económica, la distribución equitativa de la riqueza, la transformación del medio físico adaptándolo necesidad del logro de los objetivos colectivos.

### Impuesto sobre la renta en Venezuela
Dentro de los canales de la historia, el tributo ha tenido varios periodos. En el primer periodo que abarca desde los tiempo de la Colonia hasta 1830, persistía el tributo impuesto por la Colonia Española, donde no existía ninguna ley que lo reglamentara. Entre los tributos que se cobraban en esos momentos, encontramos: el registro público, tabaco, manumisión de esclavos (antes del decreto de la libertad de los esclavos), destilación de aguardiente, expedición de títulos nobiliarios, alcabala, tonelaje, exportación e importación, entre otros. 
Se puede identificar otra etapa o periodo donde el derecho tributario sufre transformaciones amoldándose a las circunstancias del país y la historia. Esta segunda etapa, para identificar este periodo, transcurre desde 1830, hasta entrado los años 1900-1920 aproximadamente. Se inicia con el gran auge de la explotación agropecuaria postguerra de la Independencia y con la abolición de todos los tributos coloniales, lo que conllevó a la creación de nuevos tributos pero ya bajo el régimen de gobernantes venezolanos. Entre estos nuevos tributos encontramos: los impuestos aduaneros, impuestos sobre salinas, impuestos sobre licores (destilación y venta), sucesiones y herencia, registro público, ingresos por estampillas, monopolios fiscales (correos y telégrafos), derechos consulares, patentes de comercio, impuestos sobre minas, contribuciones especiales.
Posteriormente, entre 1917 a 1943, se aprueba otra ley de impuesto sobre la renta el 10 de julio de 1942, y en 1943, bajo la presidencia de Isaías Medina Angarita, entra en vigencia la ley de impuesto sobre la renta, donde se empieza a gravar las regalías petroleras de una forma más eficiente. Y una 4.ª etapa se observa desde 1943 hasta 2016, etapa esta donde Venezuela empieza a recibir una renta por explotación petrolera enorme, proveniente de la nacionalización de la industria petrolera, periodo donde la reglamentación de las regalías, incrementan el ingreso a cifras nunca antes vistas en Venezuela.

## Concepto de hacienda pública nacional
La hacienda pública nacional es todo el patrimonio de la nación, que debe administrarse de forma lógica, eficiente, eficaz, responsable y equitativo para la consecución de los objetivos colectivos de la nación. La Ley Orgánica de Hacienda Pública Nacional en su Artículo No 1, la define como: El conjunto de bienes, rentas y deudas que forman el activo y el pasivo de la nación, y todos los demás bienes y rentas cuya administración corresponda al Poder Nacional.

## Características generales de los impuestos sobre la renta en Venezuela
- Permite la Globalización de los enriquecimientos.
- Es un sistema progresivo.
- Es eminentemente Personal.
- No grava los pequeños enriquecimiento de las personas naturales.
- Es un impuesto directo.
- Constituye un efectivo instrumento de desarrollo económico.
- Agrupa los enriquecimientos según el sujeto para su gravamen

## Experimentos para la recaudación
El Servicio Desconcentrado de Administración Tributaria del Municipio Sucre (SEDAT) con el apoyo de CAF, envió correos electrónicos e impulsó una campaña en Facebook dirigida a contribuyentes morosos, con el fin de cobrar el impuesto sobre vehículos y determinar la efectividad de dichas herramientas sobre la probabilidad de pago. Para el estudio se tomó una muestra de 6.183 contribuyentes morosos, los cuales fueron asignados aleatoriamente a cuatro grupos de tratamiento: 
- Correo electrónico.
- Facebook.
- Correo y Facebook.
- Control. El grupo de control no recibió tratamiento o intervención alguna.

Los resultados de la intervención indican que las estrategias fueron efectivas. Los contribuyentes que recibieron una notificación de cobro por correo electrónico tuvieron una probabilidad de pago 7,7 puntos porcentuales (p.p) mayor que el grupo de control. Asimismo, el anuncio en Facebook complementó el impacto de los correos, aumentando la probabilidad de pago, siendo esta 9,4 p.p. mayor que la del grupo de control. Los anuncios en Facebook de forma independiente no tuvieron un impacto significativo. Por último, la disponibilidad de un botón de pago incidió positivamente sobre la probabilidad de pagar en línea, siendo este método significativamente más usado que los otros.